# Pigwica właściwa
Pigwica właściwa, sapodilla, sączyniec właściwy (Manilkara zapota) – gatunek drzewa z rodziny sączyńcowatych (Sapotaceae). Pochodzi z Ameryki Środkowej.

## Morfologia

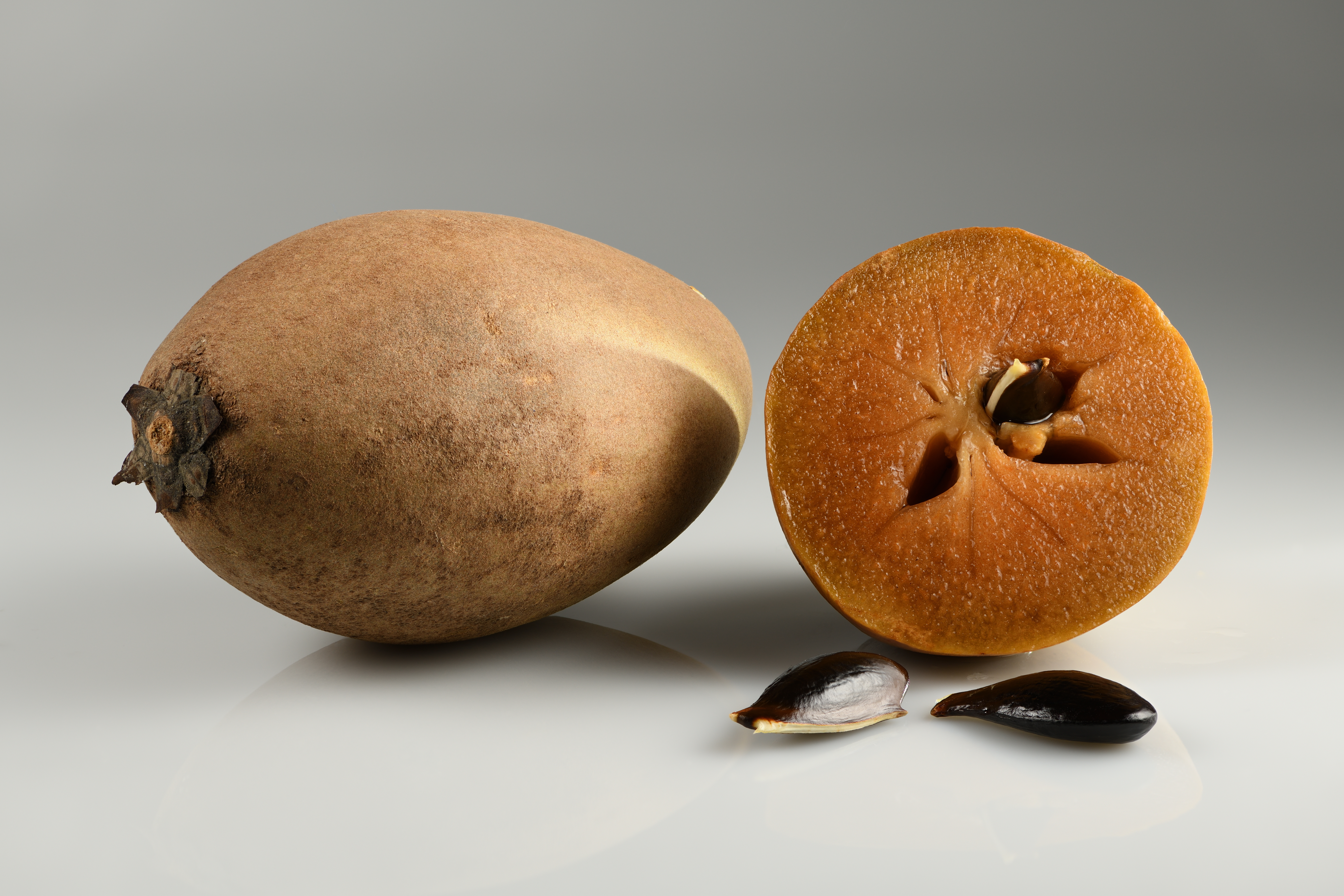
Owoc

PokrójWiecznie zielone drzewo o wysokości do 20 m.
DrewnoBardzo twarde, ciężkie, łatwo łupliwe.
LiścieSkórzaste, błyszczące, eliptyczne, skupione głównie na szczytach pędów.
KwiatyMałe, o białej koronie, dzwonkowate, osadzone pojedynczo w kątach liści. Mają 6-dzielny kielich, 6-łatkową, dzwonkowatą koronę, 1 słupek, 6 pręcików i 6 prątniczków.
OwocKulistawa jagoda pokryta cienką, brązowoszarą skórką, pod którą znajduje się słodki, żółtawozielonawy, ziarnisty miąższ. Jagoda posiada 10–12 komór nasiennych, zawierających liczne nasiona. Owoc smaczny, aromatyczny, spożywany na surowo. Może być do przerobu na dżemy, marmolady.

## Zastosowanie
- Roślina uprawna: jako drzewo owocowe w Ameryce, Indiach i Afryce. Owocuje przez cały rok w klimacie wilgotnym. W korze, gałęziach i młodych owocach znajduje się sok mleczny zawierający 25-50% gumy zwanej „chicle”, która służy do wyrobu gumy do żucia. W celu wydobycia jej nacina się podłużnie pień drzewa na wysokości 2 m nad ziemią. W ciągu dwóch godzin wypływa z pnia cały sok. To samo drzewo można powtórnie eksploatować po trzech latach. Sok mleczny wydobywa się z roślin dziko rosnących, głównie w Meksyku i Gwatemali.
- Roślina lecznicza: kora i nasiona są używane w lecznictwie.
- Drewno jest cenione w meblarstwie i budownictwie.